# David Ebershoff
David Ebershoff (Pasadena (Californië), 17 januari 1969) is een Amerikaanse schrijver die publiceert bij Random House. 

## Romans
Zijn debuutroman uit 2000 The Danish Girl is geënt op het leven van de Deense transgender en kunstschilder Lili Elbe en diens echtgenote Gerda Wegener. Lili Elbe, bij geboorte Einar Magnus Andreas Wegener, was vermoedelijk een van de allereerste patiënten die een geslachtsaanpassende operatie onderging. De American Academy of Arts and Letters bekroonde het werk met een Rosenthal Foundation Award en de Lambda Literary Foundation kende de Lambda Literary Award toe. Het boek werd een internationaal succes en is in het Nederlands vertaald als Het Deense meisje. In 2015 werd het verfilmd door Tom Hooper als The Danish Girl.
Zijn tweede roman Pasadena behandelt de geschiedenis van zijn geboortestad en haalde direct de New York Times-bestsellerlijst. In 2009 verscheen zijn derde roman, The 19th Wife die werd geadapteerd tot een televisiefilm en ook een internationaal succes werd.
- Bibliothèque nationale de France: cb13617619k (data)
- Gemeinsame Normdatei: 122416104
- International Standard Name Identifier: 0000 0001 1049 5754
- Library of Congress Control Number: n99041185
- Bibliotheek van het Japanse parlement: 00924240
- Nationale Bibliotheek van Tsjechië: xx0131720
- Nationale Bibliotheek van Israël: 987007303169405171
- Nederlandse Thesaurus van Auteursnamen: 190639431
- SNAC: w65m7c51
- Système universitaire de documentation: 056585411
- Virtual International Authority File: 29707432
- WorldCat: E39PBJgRTJQM8hMVGt6H8XWdQq